# ویلیام کانروا
ویلیام کانروا (فنلاندی: William Kanerva; ۲۶ نوامبر ۱۹۰۲ – ۱۰ اکتبر ۱۹۵۶) بازیکن فوتبال اهل فنلاند بود.
از باشگاه‌هایی که در آن بازی کرده‌است می‌توان به باشگاه فوتبال هلسینکی و باشگاه فوتبال هلسینگین پالوسئورا اشاره کرد.
وی همچنین در تیم ملی فوتبال فنلاند بازی کرده‌است.